# MY LONELY TOWN
〈MY LONELY TOWN〉은 일본의 록 밴드 비즈의 47번째 싱글이다. 2009년 10월 18일에 발매됐으며 싱글에는 신곡과 이전 싱글의 발라드 버전이 커플링곡으로 수록돼 있다. 첫회 한정판에는 〈My Lonely Town〉의 뮤직 비디오가 수록된 DVD가 포함되어 있다.
뮤직 비디오는 1974년에 출입이 금지되고 2009년, 약 35년 만에 상륙이 허용된 나가사키현의 하시마섬에서 촬영됐다.
오리콘 차트에선 발매 첫 날 약 6만 5천 장을 팔며, 일간 차트 1위를 차지했다. 주간 차트에서도 약 18만 1천 장을 팔아 발매 첫 주 1위를 차지하며 그들의 싱글 43작품 연속 1위 기록을 이어갔다.
또 25만 장 이상 출하를 달성해 일본 레코드 협회로부터 플래티넘 인증을 받았다.

## 수록곡
1. My Lonely Town
2. 기레이나 나미다 (綺麗な涙)
3. 일부와 전부 -Ballad Version- (イチブトゼンブ)